# Resistance: Fall of Man
Resistance: Fall of Man, vaak afgekort tot R:FoM, ontwikkeld onder de werktitel I-8, is een sciencefictionshooter ontwikkeld door Insomniac Games, de makers van de Ratchet and Clank-reeks. Het doel is om de wereld te redden van Chimera, genetische wetenschappelijke testen en manipulaties door de russen. Deze game werd bekroond met de titel van beste PlayStation 3 launchgame. Resistance fall of man speelt zich af in een alternatief verleden, de Tweede Wereldoorlog heeft nooit plaatsgevonden.
De game is uitgekomen als een exclusieve PlayStation 3 titel op 11 november 2006 in Japan, 17 november in de VS en op 23 maart 2007 in Europa, Afrika, Australië en de rest van Azië.

## Wapens
Naast de gewone wapens, zoals machinegeweren, de Shotgun en het Sniper Rifle, zijn er veel buitengewone wapens. Hier volgt een lijstje met wapens uit R:FoM.
- M5A2 karabijn: Standaard machinegeweer, met grenade launcher
- Rossmore 236: Shotgun met de optie op tweemaal snel achter elkaar te schieten
- L23 Fareye: Sniperrifle. In de single-player heeft deze rifle een secundaire optie waarmee de reactiesnelheid tijdelijk kan worden verhoogd, dit wekt de illusie dat de tijd langzamer gaat
- L 209 LAARK: Een rocket launcher, waar je ook je raketten kunt mee laten stilhangen, en kleine doelzoekende raketjes uit je grote raket mee kunt laten komen
- L11-2 Dragon: Vlammenwerper. Met secondairy fire kun je het gebruiken om een regen van vlammen af te schieten, die blijven branden.
- Bullseye: Standaard wapen van de Chimera. Met secondary fire kan de speler een vijand taggen, waardoor alle kogels van de Bullseye hem raken.
- Arc Charger: wapen van de Chimera dat een proton-straal uitzendt.
- Auger: Een wapen dat door de muren kan schieten en een schild kan oproepen waar geen enkele kogel door kan, behalve de kogels van een auger zelf
- Hailstorm: Machinegeweer, met kogels die van gladde oppervlakken afkaatsen. Daarnaast is het mogelijk een auto-turret af te vuren, dat vanzelf de tegenstanders onder vuur neemt.
- Sapper XR-003: schiet blubbermijnen af, die ontploffen als een tegenstander ertegenaan loopt of op wens van de speler.
- Reapers: twee machinegeweren die elk afzonderlijk doelwitten onder vuur kunnen nemen.
- Splitter: wapen waarmee je je eigen kogels kunt stilzetten en ze dan laten opsplitsen.
- scherfgranaat: Fragmentatie granaat
- Hedgehog: granaat van de Chimera, dat scherpe stekels verspreidt na ontploffing
- luchtgasgranaat: zendt eerst een wolk benzine uit, en ontvlamt dan.
- Backlash Grenade: granaat die een schild uitzendt waar enkel menselijke wapens kunnen doorschieten.

## Verhaal
Door veranderingen in de historische gebeurtenissen zoals wij die kennen, zorgde het einde van de Eerste Wereldoorlog voor een welvarende Europese alliantie en wereldvrede, waardoor de grote economische crisis van de jaren 20 niet plaatsvond. Dit had tot gevolg dat Duitsland geen broeinest werd voor de Nazi's en de Tweede Wereldoorlog nooit begon. Aan de andere kant van Europa werd de revolutionaire beweging van Lenin neergeslagen en bleef de Tsaar aan de macht. Rusland werd een grootmacht die een politiek van isolationisme propageerde.
Hoewel alles goed leek, werd in 1908 de basis gelegd voor het nieuwe gevaar. In dat jaar vond de Toengoeska-explosie plaats. In 1921 blokkeerde Rusland alle contact met de rest van de wereld en bouwde het een muur langs de Europese grens, het 'Rode Gordijn'. Al snel deden geruchten de ronde van dorpjes en later zelfs steden in Rusland en Oost-Europa die binnen een nacht werden vernietigd. Ook werd er een vreemd koufront waargenomen, welke begon in Rusland en telkens verder uitreikte. Europese geheime diensten probeerden de Russische radiostations af te luisteren, maar hoorden maar één boodschap die keer op keer werd herhaald: "Broederschap, kracht en standvastigheid in de kwade nacht"
In december 1949 werd het Rode Gordijn plotseling doorbroken door ontelbare Chimera eenheden. In februari 1950 was het vasteland van Europa in handen van de Chimera, die geen genade kenden voor hun slachtoffers. De Chimera hielden niet op en groeven onder Het Kanaal door naar Groot-Brittannië, waar ze eind 1950 aankwamen. Het gros van de Britse troepen werd weggevaagd. De overlevenden vluchtten naar diverse bases in het noorden van Groot-Brittannië.

## Online
Online is deze sci-fi shooter zeer populair. Dagelijks spelen duizenden spelers tegen elkaar op door Insomniac gemaakte servers. Tot veertig spelers kunnen tegelijkertijd deelnemen in verschillende speltypes, waaronder de klassiekers Capture the flag, Deathmatch en Team Deathmatch. Daarnaast zijn er ook nieuwe modes, zoals (Team) Conversion. Hierin heeft elke speler enkele levens als mens, en eenmaal deze zijn opgebruikt, krijgt hij één leven als Chimera. Doel is zo lang mogelijk te overleven. Dankzij de verschillende kenmerken van de Mensen en Chimera vergen beide rassen een andere speelstijl.
Spelers hebben ook de mogelijkheid om via het PlayStation-netwerk twee nieuwe maps voor nog meer online spelplezier aan te kopen voor €4,95.